# 美乌斯
美乌斯 ，有时也被称作米攸斯或者迈乌斯，是位于卡里亚的一座古希腊城市，后来成为了伊奥尼亚联盟的十二城邦之一。据信是科德鲁斯的一个叫作克里埃图斯的儿子建立了这座城市。该城曾位于爱琴海海岸的一个小半岛上，但许多个世纪前该城受到大门德雷斯河沉积作用的影响成为了一个内陆城邦。今日美乌斯的废墟坐落于土耳其艾登省瑟凯市的阿夫沙尔镇的北方。
受村镇联合主义影响，美乌斯与米利都逐渐融为一体。美乌斯曾有一座雅典娜神庙和一座希罗多德神庙，许多资料指出美乌斯相对米利都是比较次要的城镇。后来受米利都的阿里斯塔格拉斯鼓动，伊奥尼亚起义首先在美乌斯爆发，该起义也是波希战争的开端。

位于大门德雷斯河河口美乌斯的具体位置。

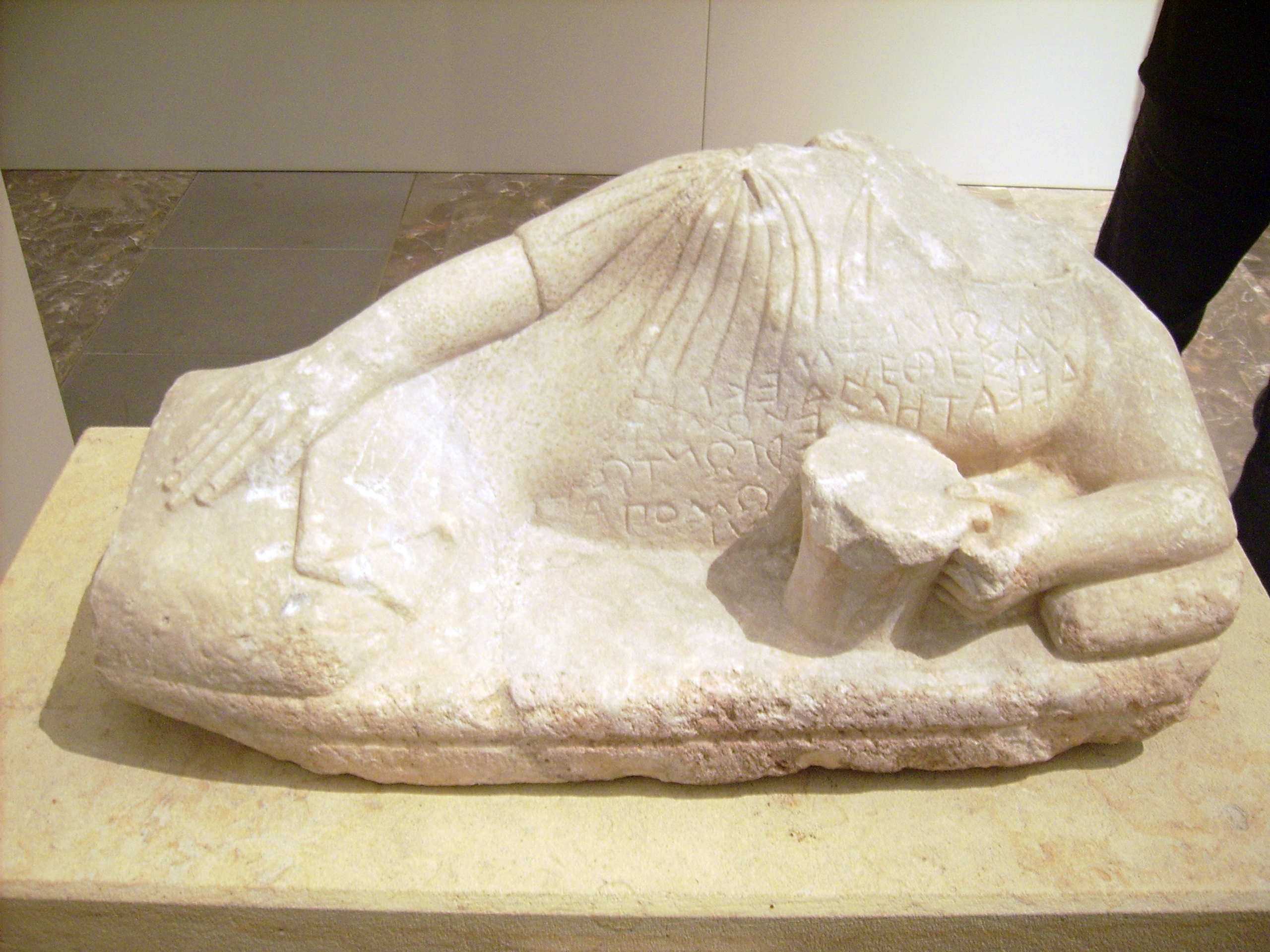
以牛耕式转行书写法写就的向阿波罗感谢的题词，回收自前6世纪中期美乌斯地区，现存柏林旧博物馆

美乌斯在伊奥尼亚联盟十二个城邦中规模最小，斯特拉波生活的年代美乌斯的人口就已经少到无法构成一个政治社群，只能被米利都联合管辖，最终美乌斯被废弃，美乌斯人逐渐被米利都人同化。根据保萨尼亚斯的记载，美乌斯的废弃也与美乌斯人无法忍受大量的苍蝇有关，但更多证据认为废弃的主要原因是频繁的洪水冲击。
美乌斯是波斯国王赐予地米斯托克利三座城镇之一。伯罗奔尼撒战争中雅典军队曾在美乌斯被加里亚人检阅。马其顿的腓力二世在伯罗奔尼撒战争后取得了美乌斯的控制权，并转让给了马内夏人。美乌斯今日值得注意的古代宏伟建筑仅剩一座白色大理石制作的，狄俄倪索斯的神庙。